# Tony Sheridan

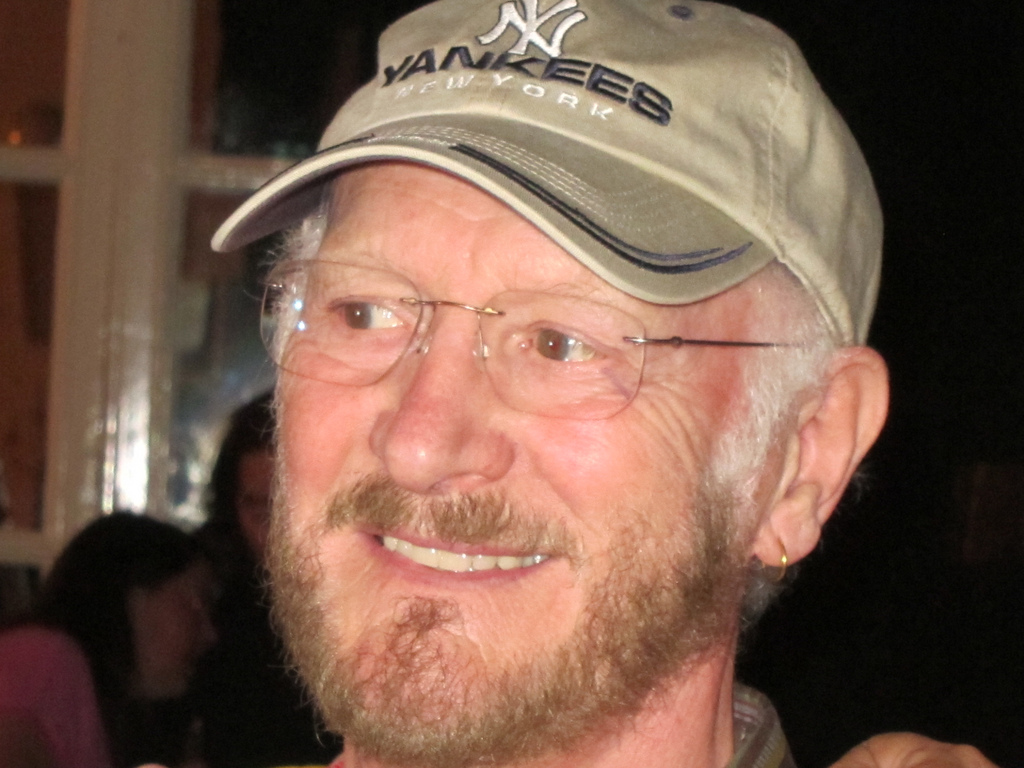
Tony Sheridan (2011)

Tony Sheridan (* 21. Mai 1940 in Norwich, England; † 16. Februar 2013 in Hamburg, Deutschland; eigentlich Anthony Esmond Sheridan McGinnity) war ein britischer Musiker. In den frühen 1960er Jahren war er einer der Begründer der Beatmusik.

## Leben
Anthony Esmond Sheridan McGinnity war der Sohn eines Iren und einer Engländerin. Er wuchs unter dem Einfluss klassischer Musik auf und erlernte früh das Geigenspiel. Als kunstbegabter Schüler wechselte er vom Gymnasium auf die Norwich Arts School und tauschte als Teenager die Geige mit der Gitarre. 1956 gründete er seine erste Skiffle-Gruppe The Saints, mit der er 1957 nach London zog. Dort wurde Tony Sheridan innerhalb kurzer Zeit ein gefragter Gastmusiker. Er begleitete unter anderem Conway Twitty, Gene Vincent und Eddie Cochran auf Tourneen, war von Ende 1958 bis 1959 Gitarrist bei Vince Taylor & The Playboys und erhielt in der von Jack Goode moderierten Fernsehshow Oh Boy bei der englischen BBC als erster Musiker die Möglichkeit, am 9. Mai 1959 mit einer E-Gitarre und Buddy-Holly-Songs live im Fernsehen aufzutreten. 1959 gründete er das Tony Sheridan Trio mit Brian Locking und Brian Bennett, die beide später bei Cliff Richards Begleitgruppe The Shadows einstiegen und ging als Begleitband der Eddie Cochran & Gene Vincent Rock ’n’ Roll-Show auf Tournee. Diese Tour endete mit dem tragischen Tod von Eddie Cochran.

Tony Sheridan & the Beat Brothers – My Bonnie (1961)

Tony Sheridan trat 1960 als Mitglied der Gruppe The Jets im „Kaiserkeller“ auf der „Großen Freiheit“ in Hamburg auf. Mitglieder der Jets kehrten wieder zurück nach England, während Tony Sheridan in Hamburg blieb und als Solosänger im Top Ten Club auf der Reeperbahn auftrat. Begleitet wurde er von verschiedenen Bands, zum Beispiel Gerry & the Pacemakers, doch die bekannteste Begleitgruppe waren ein paar junge Musiker aus Liverpool, die sich The Beatles nannten und damals noch zu fünft mit Stuart Sutcliffe am Bass und Pete Best am Schlagzeug auftraten. Die Beatles begleiteten Tony Sheridan nicht nur auf der Bühne, man wohnte auch monatelang zusammen und verbrachte einen Großteil der knappen Freizeit gemeinsam. Rückblickend bezeichnete Paul McCartney Tony Sheridan als den „Teacher“ (deutsch: ‚Lehrer‘), und George Harrison sowie John Lennon erlernten einige Techniken auf der Gitarre von ihm. Harrison sagte über die gemeinsame Zeit in Hamburg: "Tony Sheridan hatte eine gute Seite und eine schlechte Seite. Die gute Seite: Er war ein sehr guter Sänger und Gitarrist, und wir lernten viel, wenn wir ihn begleiteten [....] Tony war älter als wir und schon dick im Geschäft, während wir noch naiv und sprunghaft waren und erst hineinwuchsen. Daher war es gut mit Tony Sheridan zu spielen, auch wenn er ein ziemlicher Hitzkopf war [....] er geriet immer in Schlägereien."
Unter der Leitung des Musikproduzenten Bert Kaempfert nahm Tony Sheridan im Mai 1961 für Polydor fünf Titel mit den Beatles auf, die aufgrund eines Einwandes der Plattenfirma bei dieser Aufnahme als Beat Brothers bezeichnet wurden. Darunter war der Titel My Bonnie, der Ende 1961 bis auf Platz 32 in der deutschen Hitparade kam und so den Erfolg der Beatles mitbegründete, da sich aufgrund der Nachfrage nach dieser Single der spätere Manager der Beatles, Brian Epstein, für die Gruppe zu interessieren begann. Die Single verkaufte sich weltweit über eine Million Mal.

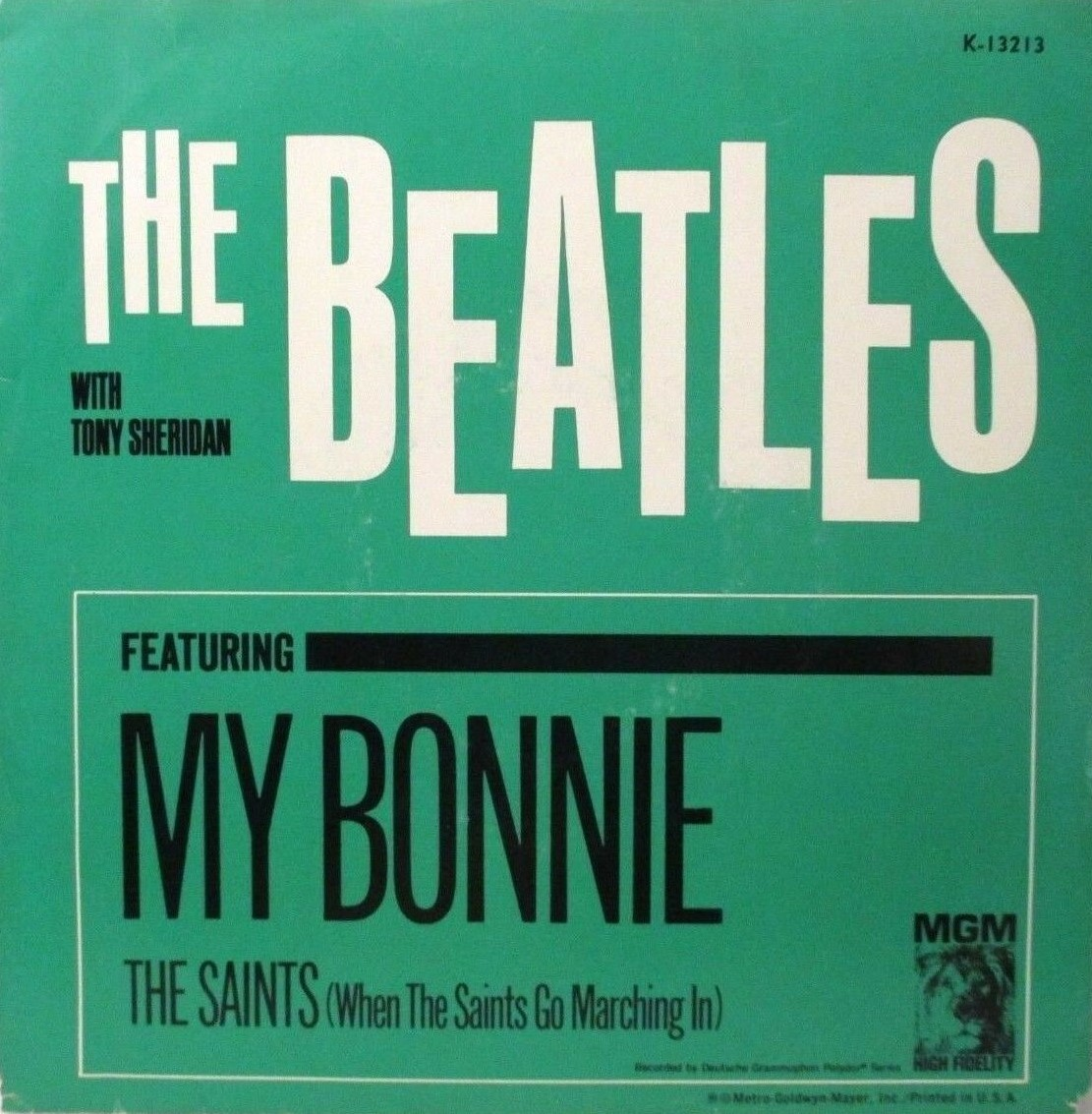
US-Version von 1964 – My Bonnie

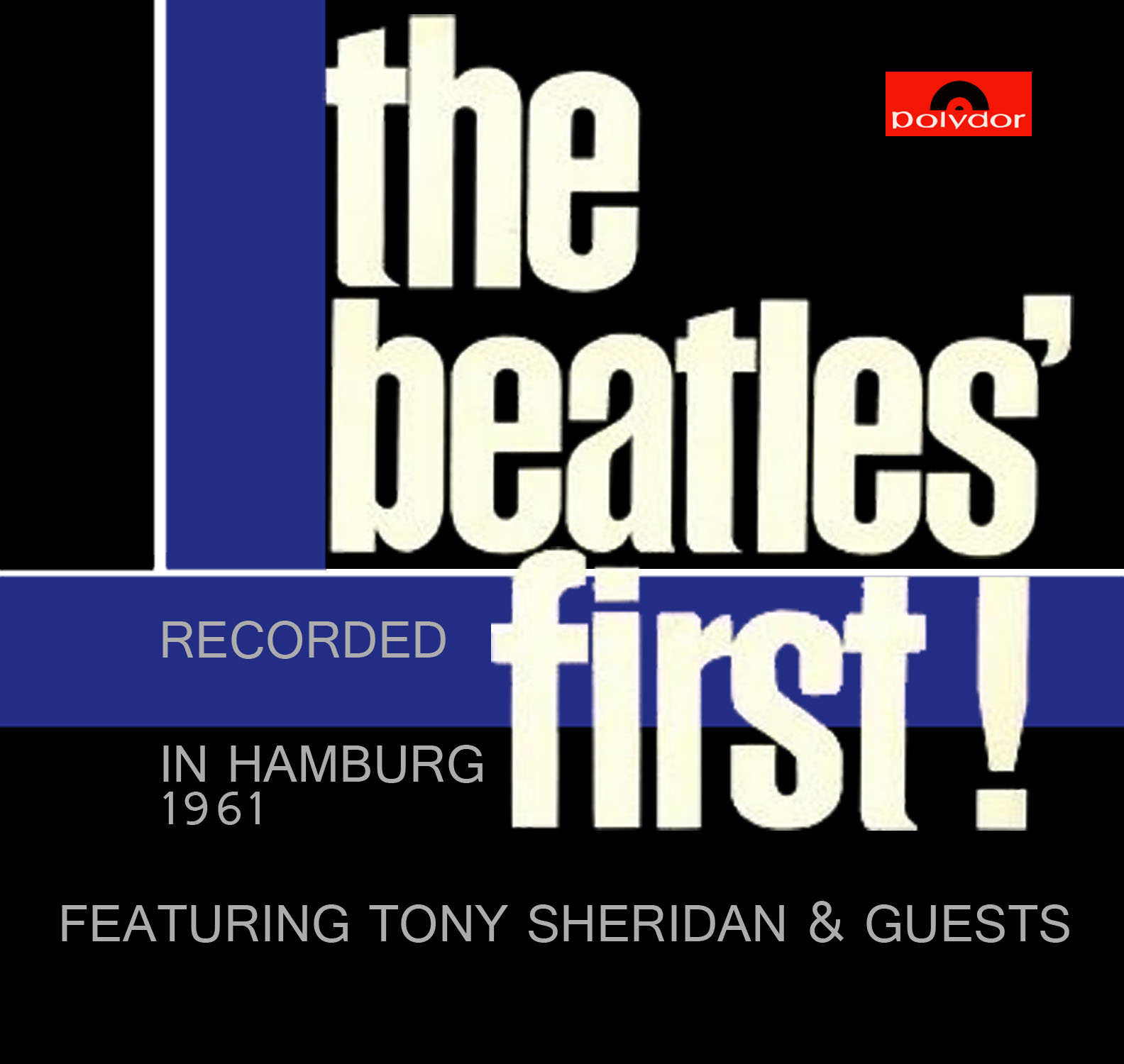
Album von 1964 – The Beatles' First

Ein Wiedersehen mit den Beatles fand im April 1962 statt, als in Hamburg der Star-Club eröffnet wurde. Im Programm waren unter anderem die Beatles und Tony Sheridan. Am 24. Mai 1962 spielten die Beatles im Studio Rahlstedt in Hamburg mit dem Produzenten Bert Kaempfert zwei weitere Musikspuren für Sheridan ein.  Während der letzten Auftritte der Beatles im Star-Club im Dezember 1962 entstand auch die einzige gemeinsame Komposition von Paul McCartney und Tony Sheridan: Tell Me If You Can. Während der Jahre in Hamburg nahm Tony Sheridan für Polydor zwei Studioalben auf (My Bonnie (1962) und Just a Little Bit of Tony Sheridan (1964)), sein größter Hit in dieser Zeit wurde Skinny Minny, aufgenommen 1964 mit der Band Big Six aus Schottland. Die Single erreichte Platz 3 in den deutschen Charts. Im selben Jahr unternahm er eine Tour durch Australien, aufgrund des großen Erfolges seines dortigen Hits Why, der auch Platz 88 der US-amerikanischen Charts erreichte. In Deutschland wurde im April 1964 (andere Quellen: Juni 1964) das Album The Beatles’ First veröffentlicht, das die acht verfügbaren Lieder der Sheridan/Beatles-Sessions enthält. Das Album wurde mit weiteren vier Tony-Sheridan-Liedern ohne Beatles-Beteiligung aufgefüllt.
Mit der Hamburgerin Rosi Heitmann hatte er den 1961 geborenen Sohn Richard. Das Paar heiratete 1965 und trennte sich 1969; der Sohn starb 2019.
In Sydney besuchte Sheridan die Familie seines schottischen Saxophonisten Alex Young. Die jüngeren Young-Brüder Angus und Malcolm baten Sheridan, ihnen seinen Gitarrenstil zu demonstrieren. Später gründeten die Young-Brüder die Band AC/DC.
Nachdem er zwischen 1960 und 1967 Auftritte in Deutschland, der Schweiz, Österreich, Frankreich, Israel, Australien, der Tschechoslowakei, Skandinavien, den Niederlanden, England und Irland absolviert hatte, ging er im August 1967 als US-Truppenbegleiter nach Vietnam. Nach seiner Rückkehr Ende 1969 wechselte Tony Sheridan auf „unplugged“-Musik. Er kam wieder nach Deutschland und tourte von da an durch Europa, lebte unter anderen auch in London. Seine Soloauftritte mit teilweise eigenen Titeln waren stark von Blues- und Folk-Einflüssen geprägt. In dieser Zeit wurde Sheridans Interesse an religiösen Themen, wie zum Beispiel Buddhismus, geweckt.
In den 1970ern übernahm er die Moderation und Zusammenstellung der ersten Blues-Radiosendung im Norddeutschen Rundfunk (NDR 2) Blues am Dienstag, die erfolgreich lief und eine große Fangemeinde ansprach, vor allem in der DDR (ab 1986 folgten in der DDR sechs Tourneen auf Einladung der staatlichen Konzertagentur). 1972 nahm er, gemeinsam mit seiner damaligen Ehefrau Carole (Ex-Mitglied des englischen Vokal-Trios The Three Bells), die deutschsprachige Single Ich glaub an dich, als deutsche Originalaufnahme ihres englischsprachigen Hit-Erfolges I Believe In Love, auf. Mit diesem Titel waren sie u. a. in den Neuvorstellungen der 36. Ausgabe der ZDF-Hitparade vom 8. Juli 1972 vertreten. Ursprünglich war als zweite deutschsprachige Single, für das Jahr 1975, eine weitere Veröffentlichung geplant. Sie sollte die Titel Lieber hab ich dich und Wenn der große Regen kommt enthalten. Auf Vinyl sind beide Beiträge jedoch niemals erschienen, weder eine Single- noch eine LP-Ausgabe sind bekannt.
Der Titel Lieber hab ich dich wurde erstmals im Jahr 2002 einer interessierten Öffentlichkeit zugänglich gemacht, in dem er für die CD-Veröffentlichung 1000 Nadelstiche – Amerikaner und Briten singen deutsch: Die 1970er Jahre berücksichtigt wurde. 1978 zog ihn eine Anfrage aus den USA nach Los Angeles, wo er – als erster Musiker nach dem Tode Elvis Presleys – mit Presleys TCB-Band und Klaus Voormann das Album Worlds Apart aufnahm. Mit der TCB-Band eröffnete er während dieser Zeit den zweiten Hamburger Star-Club.
Bereits seit Jahren auf der Suche nach sich selbst, wurde Tony Sheridan 1982 Sannyasin und erhielt den Namen Swami Prabhu Sharan.
Nach weiteren Konzerttouren weltweit kam Sheridan 1986 nach Italien, wo er mit seinem alten Freund, dem Gitarristen Albert Lee, die LP Dawn Colours aufnahm, die ausschließlich eigene Songs enthielt. Weitere Albumproduktionen mit verschiedenen Musikern weltweit folgten in den anschließenden Jahren, größtenteils mit Eigenkompositionen Sheridans. Diverse erfolgreiche Tourneen durch Europa, die USA und Asien schlossen sich an. Noch 1986 zog er mit seiner fünften Frau, einer Kunst- und Germanistikstudentin, nach Wuppertal in den Stadtteil Unterbarmen, wo er bis zu seinem Umzug in die Nähe von Hamburg jedoch nur drei Jahre blieb.

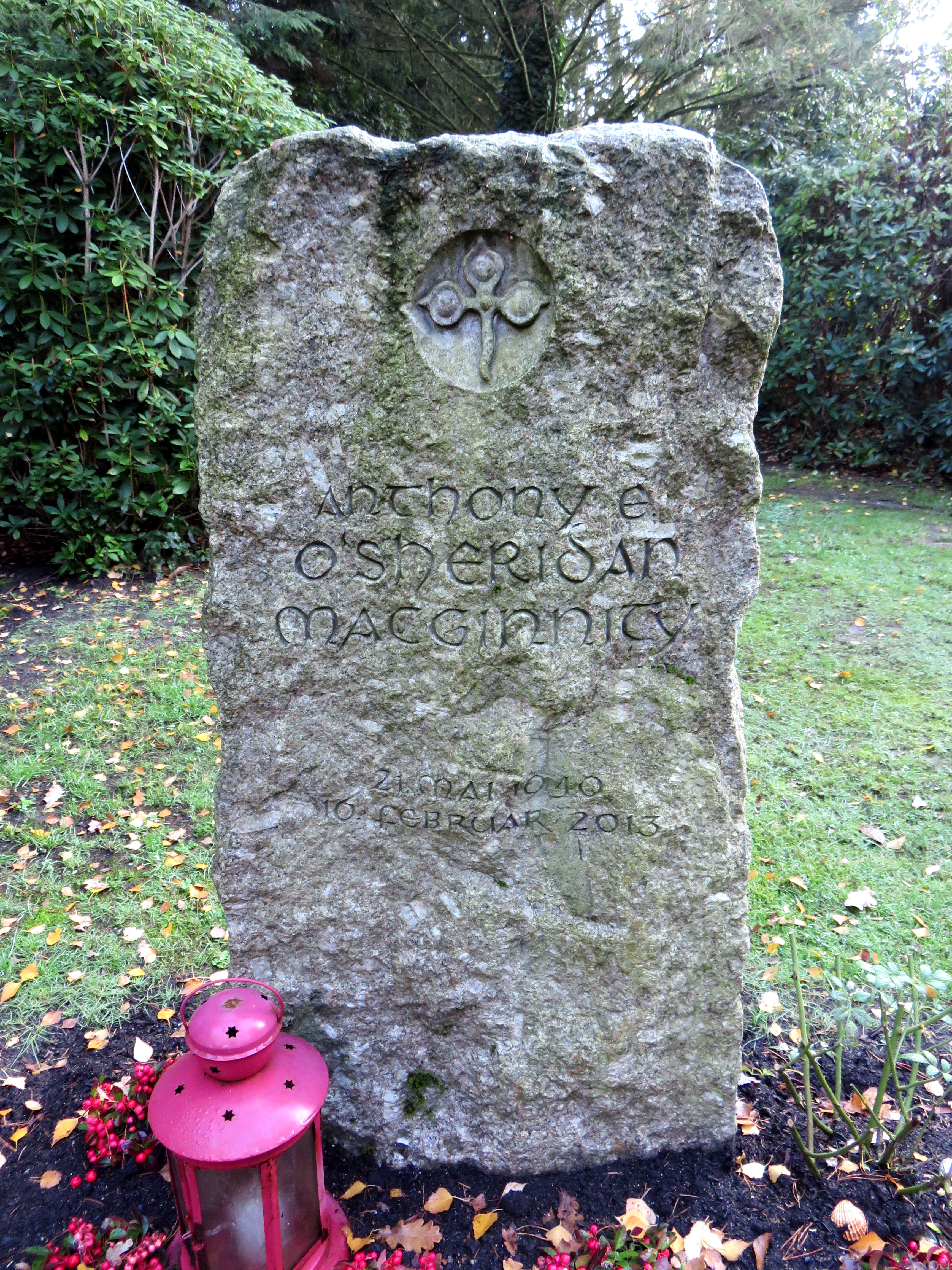
Grab Tony Sheridan („Anthony E. O'Sheridan MacGinnity“) auf dem Friedhof Ohlsdorf

Seit 1989 und insbesondere in den 1990er-Jahren wurde Sheridan bei Tourneen durch ganz Deutschland regelmäßig von der deutschen Rock ’n’ Roll-Coverband Larry and the Handjive begleitet. 2002 erschien bei Bear Family Records das Album Vagabond, das ausschließlich Sheridan-Kompositionen enthielt. Am 20. Dezember 2003 hatte Tony Sheridan seinen ersten Filmauftritt – in der Jubiläumsfolge der ZDF-Krimireihe Stubbe – Von Fall zu Fall war Sheridan als Star-Gast an der Seite von Wolfgang Stumph zu sehen. Ende 2004 erschienen die Live-CD und -DVD Chantal meets Tony Sheridan, auf denen Sheridans Titel, angefangen bei den frühen 1960ern bis heute, mit orchestraler Begleitung in neuem musikalischen Gewand interpretiert werden – so auch die McCartney-Sheridan-Komposition Tell Me If You Can. 2008 trat Sheridan zusammen mit Chuck Berry in Deutschland auf.
Mit seiner eigenen Band bot Tony Sheridan ein Live-Programm, das unterschiedliche Stilrichtungen präsentierte: Rock, Blues, Folk und Balladen.
Am 6. August 2005 heiratete Tony Sheridan in der Klosterkirche Uetersen seine langjährige Lebensgefährtin und Managerin Anja (genannt Anna) Sievers. Sie starb im September 2011 im Alter von 34 Jahren an einer schweren Krankheit. Am 18. September 2011 gab Tony Sheridan ein Abschiedskonzert für seine verstorbene Frau in der Museumsscheune in Langes Tannen im Rahmen der Matineereihe „… immer wieder sonntags“.
Tony Sheridan lebte zuletzt in Seestermühe (Kreis Pinneberg) in Schleswig-Holstein. Er starb am 16. Februar 2013 nach langer, schwerer Krankheit in der Asklepios Klinik Barmbek. Er wurde auf dem Ohlsdorfer Friedhof in Hamburg im Planquadrat AD 14 nördlich vom Nordteich beigesetzt.

## Sonstiges
Tony Sheridans Tochter Clare Sheridan nahm 2013 an der Castingshow The Voice of Germany teil, schied aber bereits nach den Blind Auditions aus.

## Diskografie

### Alben
In dieser Liste finden sich alle regulären Studio- und Livealben, die Tony Sheridan zu Lebzeiten herausbrachte. Nicht aufgenommen wurden nicht autorisierte Alben wie Live And Dangerous, von denen sich Sheridan immer distanzierte.
- 1962: My Bonnie (Tony Sheridan and the Beat Brothers)
- 1964: Just a Little Bit of Tony Sheridan (Tony Sheridan and the Beat Brothers (aka The Big Six))
- 1964: The Beatles’ First (Tony Sheridan & The Beatles)
- 1974: „Rocks On!“ (Live in Berlin ’73) (Tony Sheridan)
- 1976: On My Mind (Tony Sheridan)
- 1978: Worlds Apart (Tony Sheridan & the Elvis Presley Band)
- 1984: Novus (Tony Sheridan)
- 1987: Dawn Colours (Tony Sheridan)
- 1989: Here and Now (Tony Sheridan)
- 1997: Mother Earth Carry Me (Bodhi Khalid Featuring Tony Sheridan)
- 2002: Vagabond (Tony Sheridan)
- 2004: Chantal Meets Tony Sheridan (Tony Sheridan/Chantal)

### EPs
Quellen: , 
- 1962: Mister Twist, (Frankreich) (Tony Sheridan)
- 1962: Ya Ya (Tony Sheridan & the Beat Brothers)
- 1963: My Bonnie (Tony Sheridan with the Beatles)
- 1964: Skinny Minnie (Tony Sheridan)

### Kompilationen als Solokünstler (Auswahl)
Quelle:
- 1964: Best Of 1964 (Tony Sheridan)
- 1964: Twist im Star Club II (Diverse, u. a. Tony Sheridan)
- 1965: Meet the Beat, Version 1 (Tony Sheridan)
- 1965: Meet the Beat, Version 2 (Tony Sheridan)
- 1973: What’d I Say (Tony Sheridan)
- 1986: Ich lieb’ Dich so (Tony Sheridan)-Eine Sammlung der deutschsprachigen Songs von Tony aus den 60er Jahren
- 1991: Tony Sheridan Vol. 1 (The Singles 1961–1964)
- 1991: Tony Sheridan Vol. 2 (The Singles 1965–1968)

### Singles
| Jahr | Titel Album                             | Höchstplatzierung, Gesamtwochen/‑monate, AuszeichnungChartplatzierungen (Jahr, Titel, Album, Platzierungen, Wochen/Monate, Auszeichnungen, Anmerkungen) | Höchstplatzierung, Gesamtwochen/‑monate, AuszeichnungChartplatzierungen (Jahr, Titel, Album, Platzierungen, Wochen/Monate, Auszeichnungen, Anmerkungen) | Höchstplatzierung, Gesamtwochen/‑monate, AuszeichnungChartplatzierungen (Jahr, Titel, Album, Platzierungen, Wochen/Monate, Auszeichnungen, Anmerkungen) | Anmerkungen                                                                                                 |
| Jahr | Titel Album                             | DE | UK | US | Anmerkungen                                                                                                 |
| ---- | --------------------------------------- | --- | --- | --- | --- |
| 1961 | My Bonnie (Mein Herz ist bei dir nur) – | DE32 (3 Mt.)DE | — | — | Erstveröffentlichung: 1961                                                                                  |
| 1963 | Let’s Slop –                            | DE10 (4 Mt.)DE | — | — | Erstveröffentlichung: 1963; A-Seite: Veedeboom Slop Slop als Tony Sheridan & the Beat Brothers (Star Combo) |
| 1963 | My Bonnie –                             | DE50 (4 Mt.)DE | UK48 (1 Wo.)UK | US26 (6 Wo.)US | Erstveröffentlichung: 1961; B-Seite: The Saints als Tony Sheridan & The Beat Brothers (The Beatles)         |
| 1964 | Why –                                   | — | — | US88 (1 Wo.)US | Erstveröffentlichung: 1964 The Beatles mit Tony Sheridan                                                    |
| 1964 | Skinny Minny –                          | DE3 (7½ Mt.)DE | — | — | Erstveröffentlichung: 1964 als Tony Sheridan & The Beat Brothers                                            |

 Singles-Chronologisch
Quellen: , 
Bis 1967 wurde im Wesentlichen auf die deutschsprachigen Erstveröffentlichungen zurückgegriffen:
- 1961: My Bonnie / The Saints (Tony Sheridan & the Beat Brothers)
- 1962: You Are My Sunshine / Swanee River (Tony Sheridan & the Beat Brothers)
- 1962: Ich lieb’ Dich so / Der Kiss Me Song (Tony Sheridan & Orchester Bert Kaempfert)
- 1962: Madison Kid / Let’s Dance (Tony Sheridan & the Beat Brothers)
- 1963: Ruby Baby / What’d I Say (Tony Sheridan & the Beat Brothers)
- 1963: Veedeboom Slop Slop / Let's Slop (Tony Sheridan & the Beat Brothers)
- 1964: Cry for a Shadow (The Beatles) / Why (Tony Sheridan & the Beatles)
- 1964: Ain’t She Sweet (The Beatles) / Take Out Some Insurance On Me, Baby (Tony Sheridan & the Beatles)
- 1964: Skinny Minny / Sweet Georgia Brown (Tony Sheridan & the Beat Brothers (aka The Big Six))
- 1964: Jambalaya / Will You Still Love Me Tomorrow (Tony Sheridan & the Beat Brothers (aka The Big Six))
- 1965: Sweet Georgia Brown (The Beatles) / Nobody’s Child (Soloversion) (Tony Sheridan & the Beat Brothers)
- 1965: Do-Re-Mi / My Babe (Tony Sheridan & the Beat Brothers (aka The Big Six))
- 1965: Vive l’amour / Hey! Ba-Ba-Re-Bop (Tony Sheridan & the Big Six)
- 1965: Shake It Some More / La Bamba (Tony Sheridan & the Big Six)
- 1966: Wolgalied / Alles aus Liebe zu dir (Tony Sheridan)
- 1966: Just You and Me / The Creep (Tony Sheridan & the Big Six)
- 1966: Jailhouse Rock / Skinny Minny (Version 2) (Tony Sheridan & the Big Six)
- 1967: Ich will bei Dir bleiben / Ich lass Dich nie mehr wieder geh’n (Tony Sheridan)
- 1969: I’ve Been Loving You / I’ve Had My Yesterdays (Tony Sheridan)
- 1972: Ich glaub’ an dich / Monday Morning (Tony Sheridan & Carole Bell)
- 1972: I Believe In Love / Monday Morning (Tony Sheridan & Carole Bell)
- 1973: I Was All Alone / Come Inside (Tony Sheridan & Carole Bell)
- 1974: Live in Berlin ’73: Whole Lot of Shakin' Going On / Skinny Minny Reprise (Tony Sheridan)
- 1975: Lonely / If She’d Have Stayed (Tony Sheridan)
- 2005: Lieber habe ich dich / Wenn der große Regen kommt (Tony Sheridan & Carole Bell)
- 2010: Tell Me If You Can (Chantal u. a. Tony Sheridan) CD Single

### Kompilationen mit den Beatles (Auswahl)
Dieser Teil der Diskografie ist der unübersichtlichste. Sheridans Aufnahmen mit den Beatles wurden auf sehr vielen Labels – oft halblegal oder gar illegal – nachgepresst. Es finden sich jedoch immer wieder die identischen acht Hamburger Stücke – oft wurden einige weggelassen und vier bis acht von Tony Sheridan hinzugefügt, die auch kein neues Material beinhalten.
Die umfangreichste Zusammenstellung ist die Doppel-CD Beatles Bop – The Hamburg Days. Auf diesen Tonträgern befinden sich alle bekannten offiziellen Versionen der acht Lieder. Die zweite Version von Sweet Georgia Brown befand sich zum ersten Mal auf Tony Sheridan Vol. 3 auf einer CD. Die Wiederveröffentlichung der britischen Deluxe-Veröffentlichung von The Beatles First enthält Ya Ya Part 1 und Ya Ya Part 2 als einen Song.
- 1967: The Beatles’ First (The Beatles Featuring Tony Sheridan) (UK: Gold)[25]
- 1970: In the Beginning (Tony Sheridan & the Beatles)
- 1991: Tony Sheridan Vol. 3 (Tony Sheridan & the Beatles, Star Combo & Roy Young)
- 2001: Beatles Bop – Hamburg Days⁠ (Tony Sheridan & the Beatles)
- 2011: First Recordings. 50th Anniversary Edition, 2011 (The Beatles With Tony Sheridan)

### Beiträge auf Samplern und Gesangbeiträge auf Alben von anderen Künstlern
- Diverse: Live im Star Club (Rock n´Roll im Star Club 8. Februar, 1980), 1980

– Skinny Minny, My Bonnie
- Diverse Live in Hamburg '80 (Rock'n'Roll Is Still Alive...), 1980

– Lucille
- Diverse Oxmox – Hamburg Live 1981, 1981

– Breaking Up Inside
- Tony Sheridan: Volume 3, 1991

– C-Jam Twist, Rip It Up, Keep A Knocking, Margie, Skinny Minny, What'd I Say. Neben den bekannten Stücken mit den Beatles landeten hier noch 6 Stücke mit der Star Combo, die Stücke befanden sich ursprünglich auf dem Sampler Diverse Künstler: Twist im Star Club Hamburg (Live Recordings), siehe Punkt H.
- Larry And The Handjive: Vol.11, 1992

– If Was Alright Them, Blue Sweet Shoes, A Mess of Blues
- Christian Salvesen: Paste Life, 1994

– Stillness Is the Way, I Got So Mutch
- Bodhi Khalid: Mother Earth Carry Me 1997

– The River Is Flowing (vocal), A Heart Like a Sun (vocal), Go Your Way (solo-guitar), Like a Hollow Bamboo (guitar)
- Tony Sheridan & Rod Davis (John Lennon’s Quarrymen): Historical Moments 2001,

– In the Evening, Come Go with Me, Twenty Flight Rock. Privatpressung des Beatarchivs in Glauchau.
- Charly Garcia: Influencia, 2002

– I´m Not in Love (vocal & guitar), I´m Not in Love (acustico), I´m Not in Love (remix)
- Andy Lee Lang: Rockin' with My Friends, 2009

– Skinny Minny
- Henner Hoier & Friends: Eldorado, 2009

– Highway to the Stars

### Hörbuch
- The Beatles – The Audiostory

nur als Download, gelesen von Tony Sheridan.

### Halblegale Veröffentlichungen und Posthume Veröffentlichungen
1996 erschienen bei sehr kleinen Labels drei CDs mit Liveaufnahmen von Tony Sheridan. Diese CDs erschienen ohne die Zustimmung der beteiligten Musiker. Teilweise wurde das Material mit den Liveaufnahmen der Beatles im Hamburger Star Club gestreckt. Sheridan hat sich stets davon distanziert.
- 1996: Live and Dangerous (Tony Sheridan & the Beat Brothers)
- 1996: In Control (Tony Sheridan)
- 1996: Legend: The History of the Beat Brothers (Tony Sheridan & the Beatbrothers)
- 2019: Unplugged At Galerie Flensburg (Tony Sheridan)